# Heist (Schleswig-Holstein)
Pour les articles homonymes, voir Heist (homonymie).
Heist est une commune allemande du Schleswig-Holstein, située dans l'arrondissement de Pinneberg (Kreis Pinneberg), à trois kilomètres au sud de la ville d'Uetersen. Heist est l'une des sept communes de l'Amt Moorrege dont le siège est à Moorrege.